# Roger Sherman
Roger Sherman (Newton, Massachusetts; 19 de abril de 1721 - New Haven, Connecticut; 23 de julio de 1793), fue un abogado, político y estadista estadounidense. Reconocido como padre fundador de los Estados Unidos, siendo la única persona que firmó los cuatro documentos estatales de su fundación: la Asociación Continental, la Declaración de Independencia de los Estados Unidos, los Artículos de la Confederación y la Constitución de los Estados Unidos.
Se casó por primera vez con Elizabeth Hartwell el 17 de noviembre de 1749 con quien tuvo siete hijos y en segundas nupcias con Rebecca Minot Prescott el 12 de mayo de 1763 con quien tuvo ocho hijos. 